# Ellipteroides perturbatus
Ellipteroides perturbatus là một loài ruồi trong họ Limoniidae. Chúng phân bố ở miền Cổ bắc.